# Cephaloziella gracillima
Cephaloziella gracillima là một loài rêu trong họ Cephaloziellaceae. Loài này được Douin mô tả khoa học đầu tiên..